# NGC 6361
NGC 6361 је спирална галаксија у сазвежђу Змај која се налази на NGC листи објеката дубоког неба.
Деклинација објекта је + 60° 36' 29" а ректасцензија 17h 18m 40,9s. Привидна величина (магнитуда) објекта NGC 6361 износи 13,0 а фотографска магнитуда 13,8. Налази се на удаљености од 55,843 милиона парсека од Сунца. NGC 6361 је још познат и под ознакама UGC 10815, MCG 10-25-4, CGCG 300-9, ARP 124, IRAS 17180+6039, PGC 60045.